# Vélez de Benaudalla
Vélez de Benaudalla er en by og kommune i det sydøstlige Spanien i provinsen Granada. Den har et indbyggertal på 3.054 (2024) indbyggere.